# Ångermanland
Ångermanland is een zogenoemd landschap in het Noord-Zweedse landsdeel Norrland. Het omvat delen van de provincies Västernorrlands län, Jämtlands län en Västerbottens län en heeft een oppervlakte van 19.800 km².
Prins Nicolas, zoon van prinses Madeleine, is hertog van Ångermanland. Hij is de eerste aan wie dit landschap als hertogdom wordt toegekend.
Ångermanland · Blekinge · Bohuslän · Dalarna · Dalsland · Gästrikland · Gotland · Halland · Hälsingland · Härjedalen · Jämtland · Lapland · Medelpad · Närke · Norrbotten · Öland · Östergötland · Skåne · Småland · Södermanland · Uppland · Värmland · Västerbotten · Västergötland · Västmanland